# وودافون رومانی
وودافون رومانی (انگلیسی: Vodafone Romania) شرکت مخابرات رومانیایی است، که در سال ۱۹۹۷ توسط شرکت ودافون تأسیس شد.